# Sparkasse Pfaffenhofen
Die Sparkasse Pfaffenhofen ist ein öffentlich-rechtliches Kreditinstitut mit Sitz in Pfaffenhofen an der Ilm in Bayern. Ihr Geschäftsgebiet umfasst das Gebiet des Landkreises Pfaffenhofen an der Ilm in seiner Größe vor der Gebietsreform von 1972 (also ohne die ehemals zu den Kreisen Ingolstadt und Schrobenhausen gehörenden Gemeinden).

## Organisationsstruktur
Die Sparkasse Pfaffenhofen ist eine Anstalt des öffentlichen Rechts. Rechtsgrundlagen sind das Sparkassengesetz, die bayerische Sparkassenordnung und die durch den Träger der Sparkasse erlassene Satzung. Organe der Sparkasse sind der Vorstand und der Verwaltungsrat.

## Geschäftsausrichtung
Die Sparkasse Pfaffenhofen betreibt als Sparkasse das Universalbankgeschäft. Die Sparkasse Pfaffenhofen wies im Geschäftsjahr 2023 eine Bilanzsumme von 1,811 Mrd. Euro aus und verfügte über Kundeneinlagen von 1,402 Mrd. Euro. Gemäß der Sparkassenrangliste 2023 liegt sie nach Bilanzsumme auf Rang 249. Sie unterhält 16 Filialen/Selbstbedienungsstandorte und beschäftigt 277 Mitarbeiter.

## Sparkassen-Finanzgruppe
Die Sparkasse Pfaffenhofen ist Teil der Sparkassen-Finanzgruppe. Sie vertreibt daher z. B. Bausparverträge der LBS, offene Investmentfonds der Deka und vermittelt Versicherungen der Versicherungskammer Bayern. Die Funktion der Sparkassenzentralbank nimmt die Bayerische Landesbank wahr.